# Samuel Wilson (football)
Pour les articles homonymes, voir Samuel Wilson (homonymie) et Wilson.
Samuel Wilson Rostrán, né le 4 avril 1983 à Chinandega au Nicaragua, est un footballeur international nicaraguayen, qui évolue au poste d'attaquant. 
Il compte 27 sélections et 4 buts en équipe nationale entre 2001 et 2013. 

## Biographie

### Carrière internationale
Samuel Wilson est convoqué pour la première fois par le sélectionneur national Mauricio Cruz pour un match de la Coupe UNCAF 2001 contre le Salvador le 23 mai 2001 (défaite 3-0). Par la suite, le 10 février 2007, il inscrit son premier but en sélection contre le Salvador, lors d'un match de la Coupe UNCAF 2007 (défaite 2-1). 
Il fut l'artisan de la qualification de l'équipe du Nicaragua à la Gold Cup 2009 grâce à son doublé face au Guatemala en match de barrage pour la 5e place de la Coupe UNCAF 2009. Il reçoit sa dernière sélection le 22 janvier 2013 contre le Belize (défaite 2-1). 
Il dispute une Gold Cup en 2009. Il participe également à cinq Coupes UNCAF en 2001, 2007, 2009, 2011 et 2013.
Il compte 27 sélections et 4 buts avec l'équipe du Nicaragua entre 2001 et 2013.

## Statistiques

### Buts en sélection
Le tableau suivant liste les résultats de tous les buts inscrits par Samuel Wilson avec l'équipe du Nicaragua.